# Wawern (Eifel)
Wawern település Németországban, Rajna-vidék-Pfalz tartományban. Lakosainak száma 256 fő (2023. december 31.).

## Népesség
A település népességének változása:
| Lakosok száma | 330  | 282  | 269  | 280  | 274  | 256  |
|               | 1975 | 2017 | 2019 | 2021 | 2022 | 2023 |